# Meebo
Meebo (phát âm như "My-bô") là dịch vụ nhắn tin nhanh dùng công nghệ Ajax và kết nối với những dịch vụ nhắn tin nhanh lớn. Website này có thể đăng nhập vào AIM, ICQ, Yahoo! Messenger, MSN Messenger, và các mạng sử dụng Jabber như Google Talk, giải quyết vấn đề cần trình khách nhắn tin nhanh trên máy tính của người dùng. Meebo có sẵn trong vào khoảng 50 ngôn ngữ, bao gồm tiếng Việt.
Meebo phát hành dịch vụ này cho một số người ngày 4 tháng 9 năm 2005; về sau họ phát hành nó ra công cộng ngày 14 tháng 9 năm 2005 và phát hành nhiều phiên bản mới.  Lưu trữ ngày 5 tháng 10 năm 2006 tại Wayback Machine Meebo được thành lập bởi ba doanh nhân trẻ, nhưng về sau thêm người tham gia nhóm phát triển,  Lưu trữ ngày 16 tháng 11 năm 2006 tại Wayback Machine họ quan tâm về ý kiến của người dùng để đặt hướng cho công ty. Ngày 16 tháng 12 năm đó, Meebo xác nhận rằng họ đã nhận tiền vốn mạo hiểm từ công ty đầu tư Sequoia Capital.  Công ty này có thể có chiến lược bán giao diện lập trình ứng dụng (API) cho những công ty muốn cung cấp dịch vụ nhắn tin nhanh trên website của họ.
cũng chẳng cải thiện được là bao,toàn không kiểm soát được,nên trở thành độc hại,